# Nagarvadhu
Nagarvadhu var en historisk indisk term för en kategori prostituerade.
Termen stod för statlig kurtisan. Det var en sed som utövades i det antika Indien. Den flicka ur en by som bedömdes vara vackrast och bäst på att sjunga, dansa och spela musik kunde väljas ut i en ceremoni för att tjäna som kurtisan på uppdrag av staten. 